# Jesus College

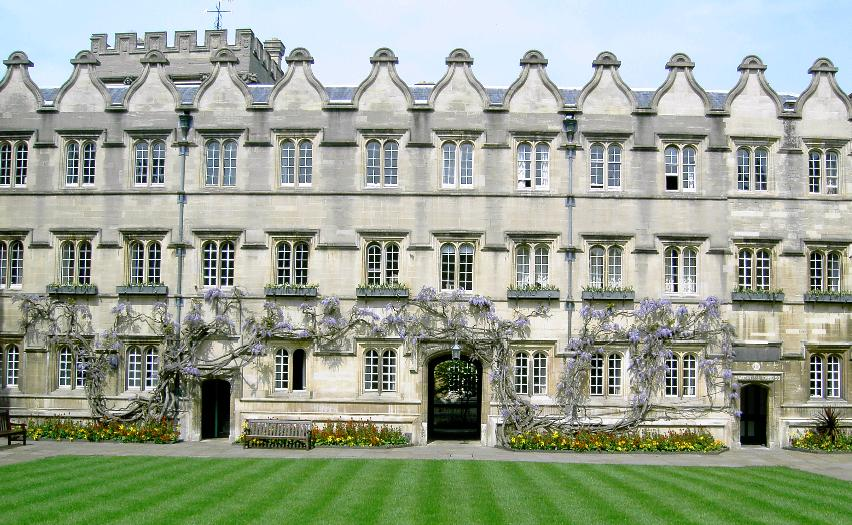
Uno de los patios del Jesus College.

El Jesus College (cuyo nombre completo es: Jesus College in the University of Oxford of Queen Elizabeth’s Foundation) es uno de los colleges que constituyen la Universidad de Oxford en Inglaterra. En 2006 tuvo un presupuesto estimado de 119 millones de libras. La entrada principal se encuentra en el lado oeste de Turl Street. El college está flanqueado al norte por Ship Street y al sur por Market Street.
El Jesus ha sido llamado “el primer college protestante de Oxford”, y fue fundado por Isabel I de Inglaterra en 1571 para la educación de los clérigos, aunque ahora se estudian multitud de carreras. Una de las fuerzas conductoras del establecimiento del college fue Hugo Price (o Aprice), un cura de Brecon en Gales, y debido a eso el college sigue estando asociado a Gales. Hoy en día el college tiene alrededor de 500 estudiantes, y el director es lord Krebs.

## Historia

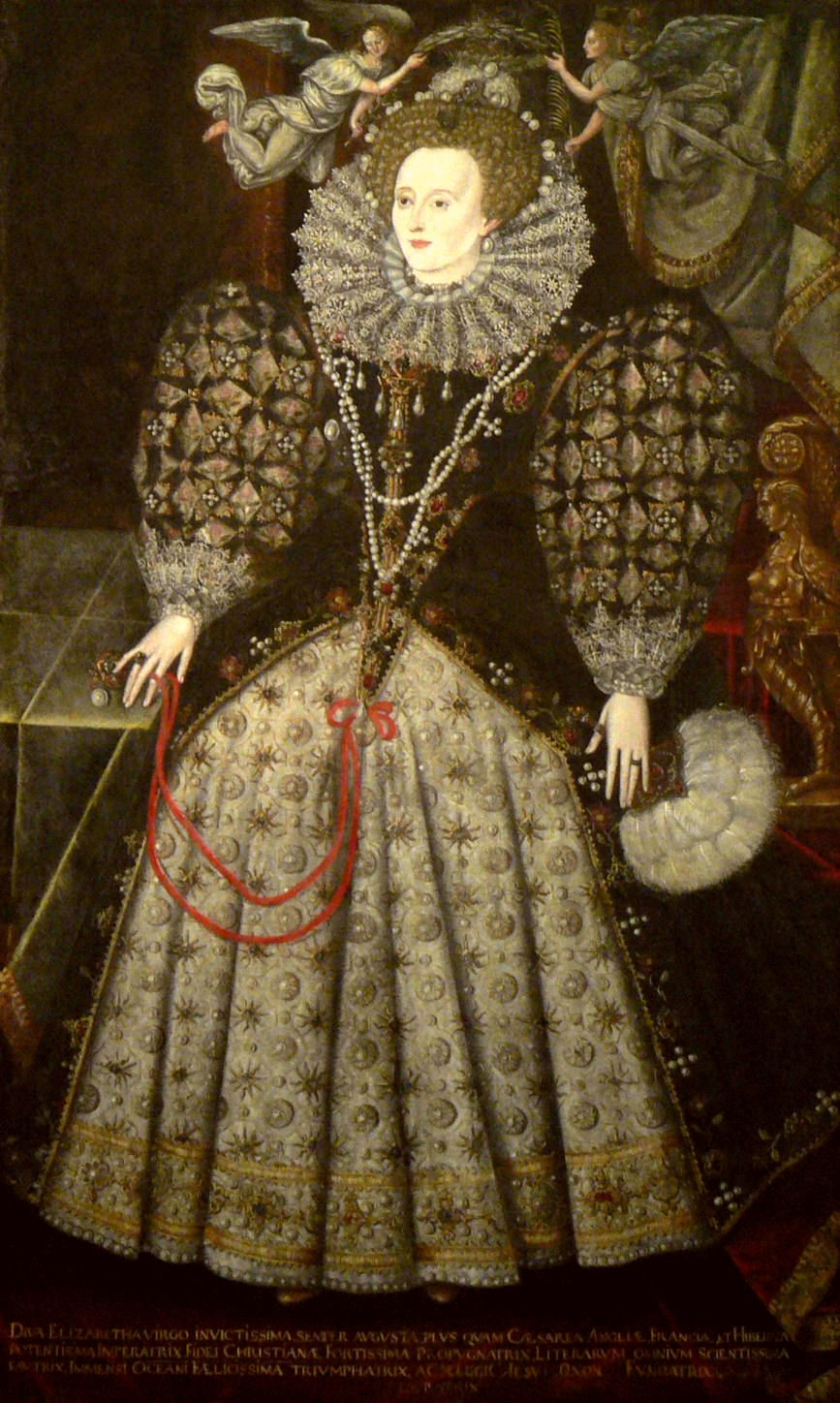
La fundadora del College, la reina Isabel I.

El Jesus College fue fundado en 1571, ocupando en parte el lugar del antiguo White Hall, que había existido durante cientos de años desde el siglo XIII hasta 1570, justo antes de que se fundara el Jesus. Fue fundado por ocho comisarios, de los que Hugo Price es considerado el más importante, y recibió la autorización real por parte de Isabel I.
El college fue ideado originalmente para la educación de clérigos. La intención del college era la de satisfacer la necesidad de dedicación, y aprendizaje de los clérigos para promover las Bases de la Religión Isabelina en las parroquias de Inglaterra, Gales e Irlanda. Desde entonces el college ha incrementado la oferta de estudios, empezando por ofrecer estudios de derecho  medicina, y actualmente el college ofrece gran cantidad de carreras. La patente real publicada por Isabel I deja claro que la educación de los clérigos en el siglo XVI no se basaba sólo en la teología, e incluía más asignaturas, sin embargo:

... a la Gloria de Dios Todopoderoso y Omnipotente, y para la difusión y el mantenimiento de la religión cristiana en su forma sincera, para la erradicación de errores y herejías, para el aumento y la perpetuación de la verdadera lealtad, para la ampliación de la buena literatura de todo tipo, para el conocimiento de idiomas y, para la educación de los jóvenes en la lealtad, la moral, y el aprendizaje metódico, para el alivio de la pobreza y la angustia, y, por último, para el beneficio y bienestar de la Iglesia de Cristo en nuestros reinos, […] hemos decretado que un college, que enseñe desde ciencias, filosofía, persecuciones humanas, aprendizaje de hebreo, griego y latín, a la profesión definitiva de la Sagrada Teología, y que dure para siempre, sea creado, fundado, construido, y establecido….
Isabel I Fecha 27 de junio de  1571.

Hugh Price continuó muy ligado e involucrado con el college tras su fundación. Sobre la base de la promesa de un legado, de 60 libras al año tras su muerte, solicitó y recibió la autoridad para nombras a los profesores, miembros y académicos del college. Financió la construcción de los primeros edificios en el patio principal, pero a su muerte puso de manifiesto que el college sólo recibiría una suma total de dinero de alrededor de 600 libras.
Diferentes benefactores significantes del siglo XVII pusieron al college en una mejor situación económica. Uno de ellos Herbert Westfaling, obispo de Hereford, dejó una propiedad suficientemente grande como para financiar dos becas (con la salvedad de que, según sus propias palabras, “se deben elegir siempre a mis parientes antes que a cualquier otra persona”). Sir Eubule Thelwall, Director desde 1621 a 1630, gastó gran parte de su dinero en la construcción de una capilla, un comedor y una biblioteca para el college. Esta biblioteca, fue construida encima de una columnata demasiado débil, y fue derribada durante la dirección de Francis Mansell (1630-49), quien también construyó dos escaleras de habitaciones para atraer a los hijos de la aristocracia galesa al college.
Fue Leoline Jenkins, cuya presidencia (1661-1673) siguió al breve período de la segunda dirección de Mansell, aseguró la viabilidad del college a largo plazo. A su muerte en 1685 legó un gran complejo de fincas, adquiridas en gran parte por abogados amigos, de propietarios de tierras hipotecadas de la época de la Restauración. Estas fincas permitieron a los dieciséis profesores y estudiantes del college el estar ocupados por primera vez (oficialmente, los dieciséis habían sido financiados desde 1622, pero los ingresos del college impedían tenerlos ocupados a todos al mismo tiempo).
En el período de entreguerras (1918-1939), el Jesus fue visto por algunos como un college pequeño en una zona deprimida; atrajo a un número reducido de las escuelas privadas, tradicionalmente consideradas las más prestigiosas. Sin embargo, el college atrajo a numerosos estudiantes de las escuelas de gramática (particularmente del norte de Inglaterra y Escocia). Entre esos estudiantes que venían de las escuelas de gramática estaba Harold Wilson, quien posteriormente fue primer ministro del Reino Unido.
En 1974, el Jesus college estuvo en el primer grupo de cinco colleges masculinos que admitieron a mujeres como miembros, los otros fueron el Brasenose, el Wadham, el Hertford y el St Catherine’s. Cinco sociedad femeninas (el Lady Margaret Hall, el Somerville, el St Hugh’s, el St Hilda’s y el St Anne’s) ya dieron plenos derechos a las mujeres quince años antes en 1959.
La larga rivalidad entre el Jesus College y el cercano Exeter College alcanzó su punto álgido en 1979, con siete vehículos de policía y tres camiones de bomberos ocupados en resolver los problemas ocasionados en Turl Street.

## Localización y edificios

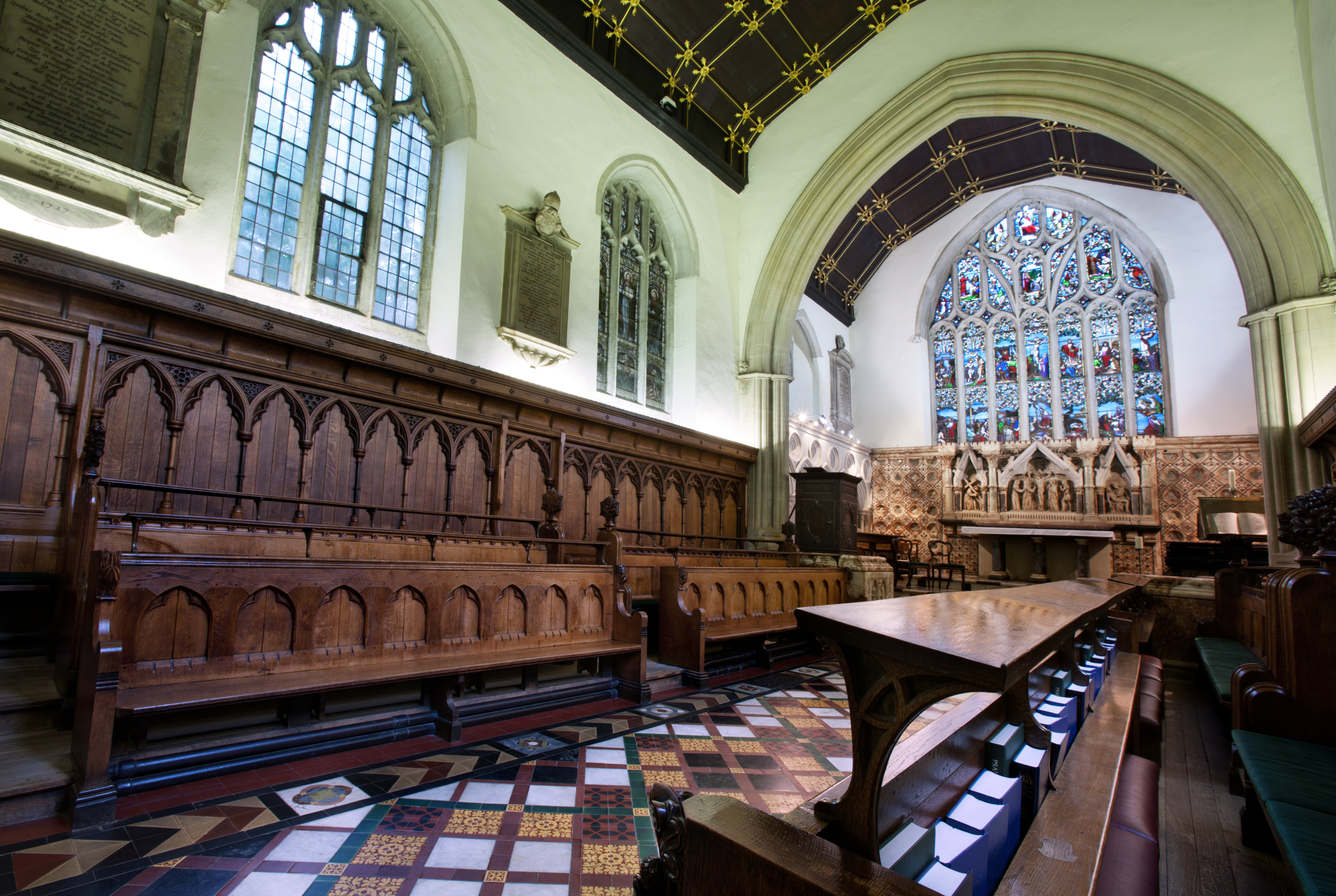
La capilla.

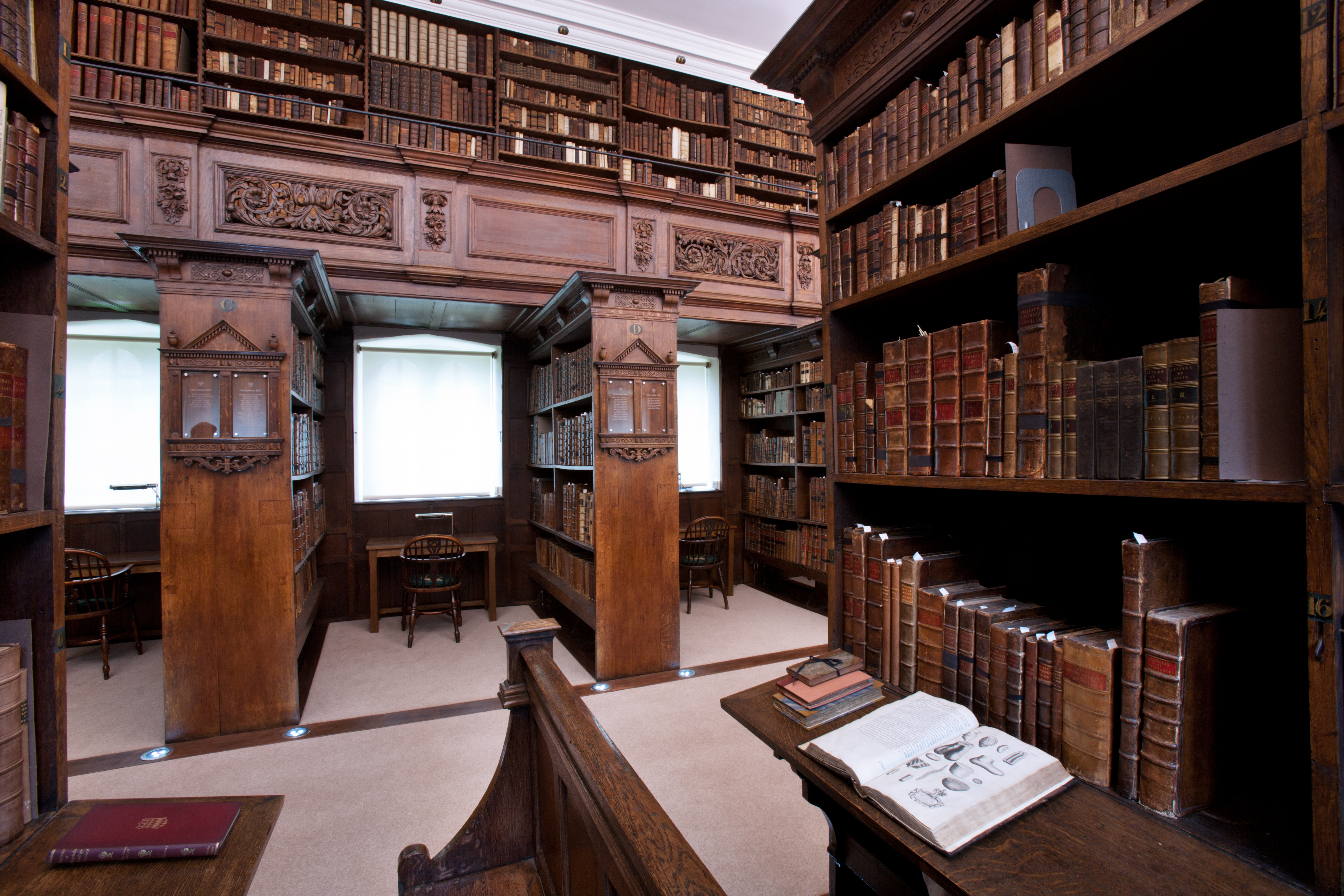
La biblioteca.

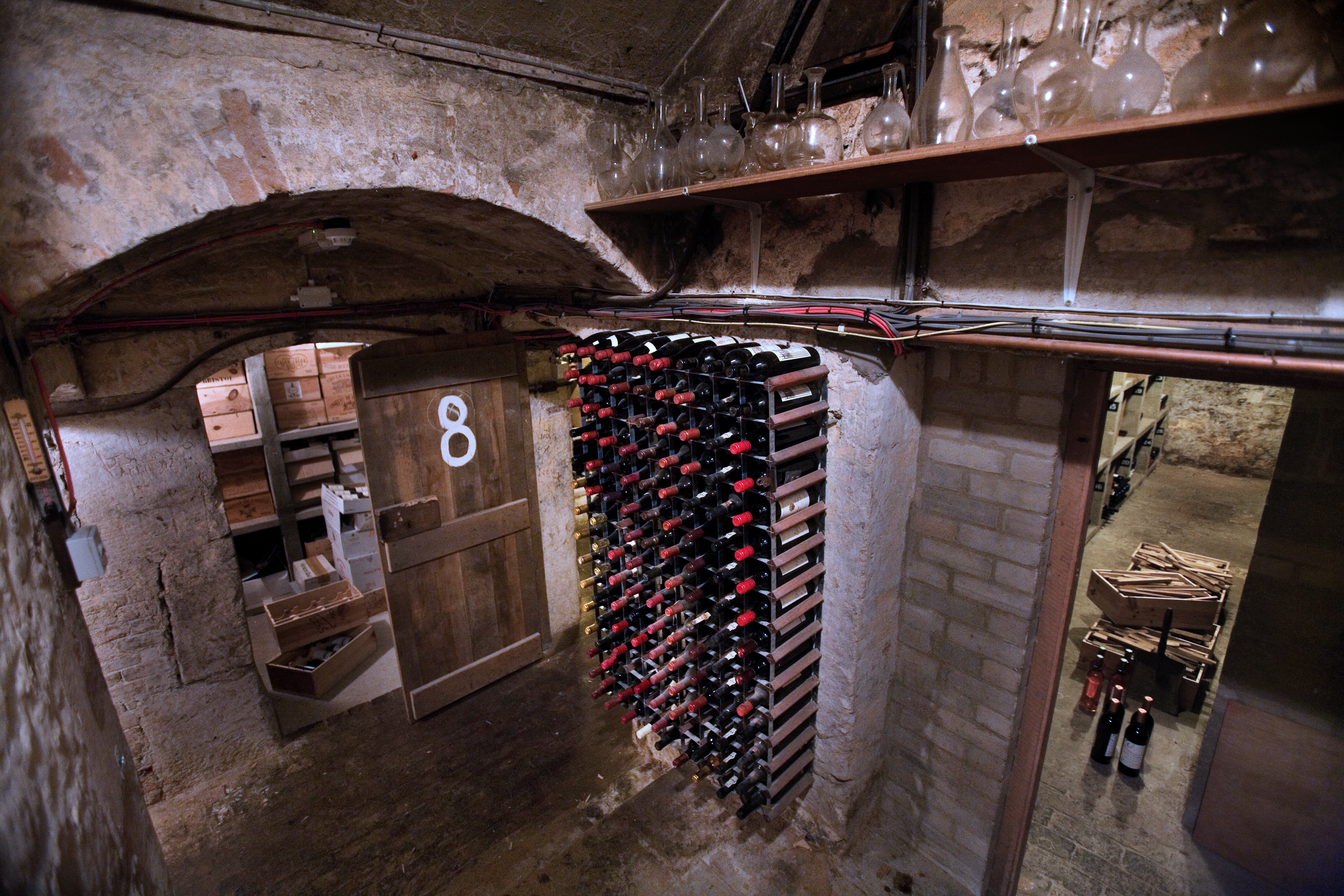
La bodega.

El Jesus se encuentra en Turl Street en el centro de Oxford, en un lugar relativamente pequeño comparado con lo que ocupan otros colleges de Oxford, y es uno de los tres colleges que se encuentran en Turl Street, junto con el Lincoln College y el Exeter College. La mayoría de los edificios que son considerados como los originales datan del siglo XVII, aunque hay partes que datan de la época de la fundación del college. Muchos de estos edificios de la fundación han sufrido algún tipo de restauración, aunque no siempre se nota, y partes de la zona trasera del college son mucho más modernas.
Los principales edificios del college incluyen la capilla (en el primer patio) que fue construida a principios del siglo XVII es estilo gótico-jacobino, y ampliadas hacia el este en 1636. Tiene una de las más finas muestras de techo de barril abovedado, una antecapilla de finales del siglo XVII y un púlpito de principios del siglo XVII. El coro fue ampliado en 1864 por el arquitecto George Edmund Street. El suelo de piedra y la mayor parte de los trabajos con madera datan de las alteraciones hechas por Street. El coro cuenta con una vidriera victoriana y un retablo de piedra, así como con una copia del ‘’San Miguel dominado por el Diablo’’ de Guido Reni. Este último objeto fue donado al college por Thomas Bulkeley, 7.º vizconde Bulkeley (estudiante en 1769, quien lo adquirió en Roma durante un viaje. El órgano, obra del maestro organista William Drake, fue instalado en 1994.
El comedor del college, al que se accede a través del pasaje de las pantallas que une los dos principales patios, contiene un gran retrato de la fundadora del college Isabel I, atribuido a Nicholas Hilliard. Este fue presentado al college en 1687 por James Jeffreys, hermano de George Jeffreys. Otros de los retratos que se pueden encontrar en el comedor incluyen personajes más contemporáneos como Carlos I y Carlos II, así como a otros muchos benefactores, antiguos presidentes y exalumnos, como T.E. Lawrence y Harold Wilson.
La biblioteca del college provee de una colección de libros para alquilar, principalmente para los estudiantes de pregrado, y complementa a las bibliotecas de la Universidad como la Bodleiana. También hay una importante colección celta. También tiene una importante colección de libros antiguos como el Libro Rojo de Hergest (una de las dos fuentes manuscritas del Mabinogion), una copia de las leyes de Hywel Dda, y una de las dos copias manuscritas de El Búho y el ruiseñor. Algunos de estos libros se pueden consultar en línea gracias al proyecto de Imagen de Manuscritos Antiguos de la Universidad.